# ملكال
ملكال مدينة جنوب سودانية وعاصمة ولاية أعالي النيل وتقع على ضفاف النيل الأبيض مباشرة قبل التقائه بنهر السوباط. المدينة كانت ولمعظم الوقت ثكنة عسكرية لقوات حكومة الخرطوم في الحرب الأهلية الأخيرة، إلا أنها الآن جزء من جنوب السودان. الدينكا والنوير والشلك يشكلون معظم المجموعات العرقية الساكنة في المدينة، هذا بالرغم من أن هناك أعداد كثيرة من مختلف الأعراق الأخرى. أكثر عناصر جيش جنوب السودان «الجيش الشعبي لتحرير السودان» أصولهم من بحر الغزال وليس من منطقة ملكال. وقد كانت موقع معركة ملكال في شهر نوفمبر عام 2006.

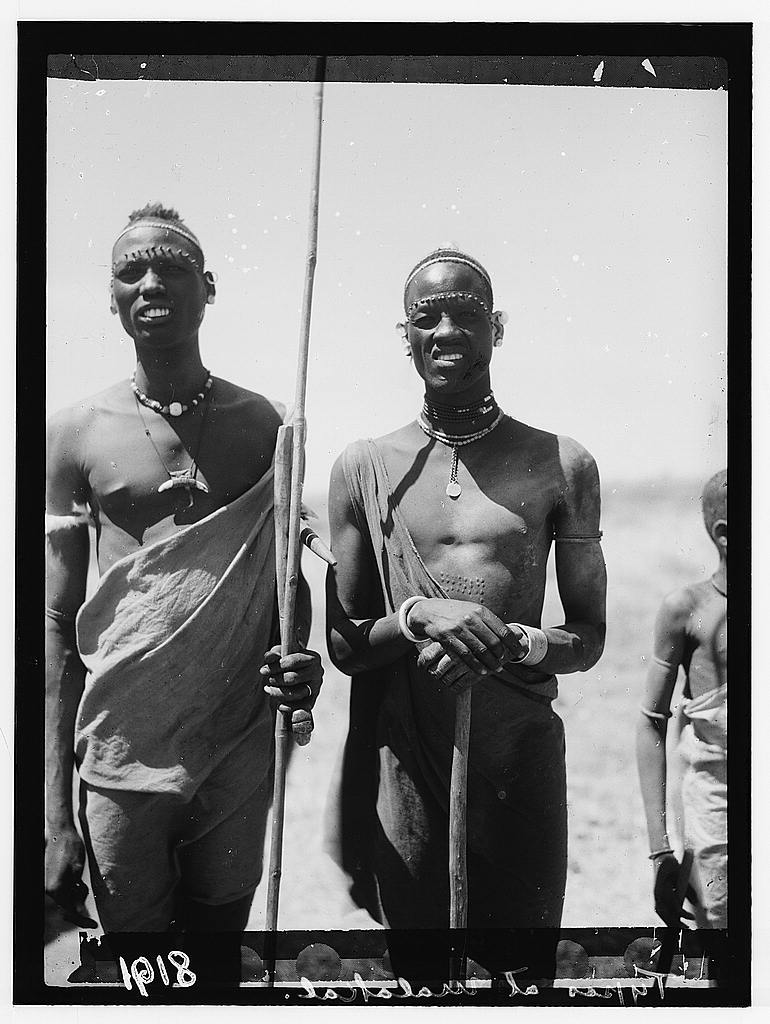
اثنان من الشلك من مواطني ملكال عام 1936

## المناخ
يظهر الجدول التالي التغييرات المناخية على مدار السنة لملكال:
| البيانات المناخية لـملكال          | البيانات المناخية لـملكال | البيانات المناخية لـملكال | البيانات المناخية لـملكال | البيانات المناخية لـملكال | البيانات المناخية لـملكال | البيانات المناخية لـملكال | البيانات المناخية لـملكال | البيانات المناخية لـملكال | البيانات المناخية لـملكال | البيانات المناخية لـملكال | البيانات المناخية لـملكال | البيانات المناخية لـملكال | البيانات المناخية لـملكال |
| الشهر                              | يناير                     | فبراير                    | مارس                      | أبريل                     | مايو                      | يونيو                     | يوليو                     | أغسطس                     | سبتمبر                    | أكتوبر                    | نوفمبر                    | ديسمبر                    | المعدل السنوي             |
| ---------------------------------- | ------------------------- | ------------------------- | ------------------------- | ------------------------- | ------------------------- | ------------------------- | ------------------------- | ------------------------- | ------------------------- | ------------------------- | ------------------------- | ------------------------- | ------------------------- |
| الدرجة القصوى °م (°ف)              | 41.7 (107.1)              | 43.0 (109.4)              | 44.4 (111.9)              | 43.7 (110.7)              | 42.5 (108.5)              | 39.5 (103.1)              | 38.0 (100.4)              | 36.7 (98.1)               | 37.8 (100.0)              | 39.5 (103.1)              | 40.0 (104.0)              | 40.5 (104.9)              | 44.4 (111.9)              |
| متوسط درجة الحرارة الكبرى °م (°ف)  | 34.9 (94.8)               | 36.8 (98.2)               | 38.7 (101.7)              | 38.8 (101.8)              | 35.9 (96.6)               | 33.1 (91.6)               | 31.1 (88.0)               | 30.9 (87.6)               | 31.9 (89.4)               | 33.6 (92.5)               | 35.1 (95.2)               | 35.0 (95.0)               | 34.7 (94.5)               |
| المتوسط اليومي °م (°ف)             | 26.7 (80.1)               | 28.5 (83.3)               | 30.9 (87.6)               | 31.5 (88.7)               | 29.8 (85.6)               | 27.7 (81.9)               | 26.5 (79.7)               | 26.3 (79.3)               | 26.9 (80.4)               | 27.7 (81.9)               | 27.5 (81.5)               | 26.8 (80.2)               | 28.1 (82.6)               |
| متوسط درجة الحرارة الصغرى °م (°ف)  | 18.5 (65.3)               | 20.1 (68.2)               | 23.0 (73.4)               | 24.2 (75.6)               | 23.7 (74.7)               | 22.4 (72.3)               | 21.8 (71.2)               | 21.7 (71.1)               | 21.9 (71.4)               | 21.9 (71.4)               | 19.9 (67.8)               | 18.6 (65.5)               | 21.5 (70.7)               |
| أدنى درجة حرارة °م (°ف)            | 11.4 (52.5)               | 10.0 (50.0)               | 16.4 (61.5)               | 16.5 (61.7)               | 17.5 (63.5)               | 17.6 (63.7)               | 17.0 (62.6)               | 17.0 (62.6)               | 18.0 (64.4)               | 15.0 (59.0)               | 14.0 (57.2)               | 12.2 (54.0)               | 10.0 (50.0)               |
| الهطول مم (إنش)                    | 0.0 (0.0)                 | 0.2 (0.01)                | 6.9 (0.27)                | 19.9 (0.78)               | 86.1 (3.39)               | 103.4 (4.07)              | 146.8 (5.78)              | 163.4 (6.43)              | 124.4 (4.90)              | 75.6 (2.98)               | 4.9 (0.19)                | 0.0 (0.0)                 | 731.6 (28.80)             |
| متوسط أيام هطول الأمطار (≥ 0.1 mm) | 0.0                       | 0.1                       | 1.0                       | 2.1                       | 7.0                       | 10.0                      | 13.9                      | 14.9                      | 10.9                      | 7.3                       | 0.8                       | 0.0                       | 68.0                      |
| متوسط الرطوبة النسبية (%)          | 30                        | 25                        | 29                        | 40                        | 59                        | 70                        | 78                        | 80                        | 78                        | 72                        | 49                        | 35                        | 54                        |
| ساعات سطوع الشمس الشهرية           | 294.5                     | 263.2                     | 260.4                     | 261.0                     | 229.4                     | 168.0                     | 151.9                     | 170.5                     | 177.0                     | 223.2                     | 282.0                     | 297.6                     | 2٬778٫7                   |
| ساعات سطوع الشمس اليومية           | 9.5                       | 9.4                       | 8.4                       | 8.7                       | 7.4                       | 5.6                       | 4.9                       | 5.5                       | 5.9                       | 7.2                       | 9.4                       | 9.6                       | 7.6                       |
| نسبة وصول أشعة الشمس               | 82                        | 80                        | 70                        | 70                        | 58                        | 43                        | 39                        | 43                        | 48                        | 61                        | 81                        | 85                        | 63                        |
| المصدر: NOAA                       |                           |                           |                           |                           |                           |                           |                           |                           |                           |                           |                           |                           |                           |

## أعلام
- سيد عبد القادر
- محمد فرج الله

## وصلات خارجية
- بوابة الشلك في ملكال.